# محمد مصطفى ثابت
محمد مصطفى ثابت (1949–1993 مـ)، المعروف عند العامة وفي الإعلام بـ«الحاج ثابت»، هو رمز حقبة سوداء من نهايات القرن العشرين من تاريخ المغرب المعاصر، ورمز لأكبر فضيحة فساد وتستر لدى الشرطة المغربية، وآخر من طُبق فيه قصاص الإعدام في المغرب سنة 1993.

## الخلفية
ولد الحاج تابت سنة 1949 ببني ملال، التحق بعد الثانوية العامة سنة 1970 بسلك الشرطة المغربية بمدينة بني ملال. كان مُخبرا (شرطي الظل) والتحق بأكاديمية الشرطة بخنيفرة سنة 1974، قبل أن يصبح سنة 1989 برتبة قائد شرطة بالدار البيضاء وكان متزوجًا بزوجتين وأبًا ل 5 أطفال. اشتهر تابت لدى المجتمع المغربي بعدد الشكاوى التي قُدمت ضده من طرف نساء وفتيات فقدن بكارتهن بعد أن اختطفهن واغتصبهن، إلا أن موقعه السلطوي وتستر زملائه بشرطة الدار البيضاء على جرائمه أدت -دائمًا- إلى إتلاف دلائل الجرائم والحيلولة دون إثبات التهم عليه.

## أشرطة الرعب
تم اعتقال تابت من طرف الدرك الملكي المغربي وهو في الرابعة والاربعين من العمر بعد أن قضى سبع سنوات وهو يخطف ويأسر ويغتصب الفتيات العذارى في شقته الخاصة بشارع عبد الله بن ياسين، الدار البيضاء. نساؤه وأطفاله، الذين يسكنون منزلًا آخر، نفوا علمهم باستباحته لعرض البريئات.
أثناء الاعتقال ودهم شقته تم العثور على 118 شريط فيديو مسجل، يُوثّق به تابت أعماله الرهيبة، حيث وصفها المدعى العام بقوله: «هذه ليست فقط تسجيلات إباحيّة، بل هي تسجيلات رعب في تاريخ الآدمية».
كما تصفه الصحافة المغربية بواحد من أكثر الامثلة المخزية للشرطة فسادًا، وتسترًا ووحشيةً.

## الهوس الجنسي والإعدام
وجهت لتابت تهمة الاغتصاب، والافتضاض العذاري، والتحريض، والاختطاف، والهجوم على 1600 من النساء في شقته على مدى فترة 3 سنوات. كما اعترف بصحة أشرطة الفيديو ال 118 التي سجلها سرًا. كما تم الكشف عن 10 من مشرفي المدينة وغيرهم من ضباط الشرطة الكبار، والذين كانوا مسؤولين أيضا عن عرقلة سير العدالة، وإخفاء المستندات، والتستر، أو المشاركة.
ادعى تابت أن النساء كن على استعداد واشتراك في نشواته وأفلامه الجنسية، كما أوضح معاناته من مخاوف جنسية، وصرح أنه قد مارس الجنس مع 1600 امرأة في السنوات الثلاث الأخيرة.
أدين الحاج تابت يوم 15 آذار / مارس 1993 بجميع التهم الموجهة اليه، وحكم عليه بالإعدام رميا بالرصاص. وبعد خمسة أشهر (سبتمبر 1993) تم تنفيذ الحكم فيه.
وكان آخر حكم بالإعدام تم تطبيقه في المملكة المغربية إلى تاريخ تحرير هذا المقال.